# (4898) Nishiizumi
(4898) Nishiizumi es un asteroide que forma parte del cinturón interior de asteroides y fue descubierto por Carolyn Jean S. Shoemaker el 19 de marzo de 1988 desde el observatorio del Monte Palomar, Estados Unidos.

## Designación y nombre
Nishiizumi fue designado inicialmente como 1988 FJ.
Más adelante, en 1995, se nombró en honor del químico nuclear japonés Kunihiko Nishiizumi.

## Características orbitales
Nishiizumi orbita a una distancia media de 1,953 ua del Sol, pudiendo acercarse hasta 1,794 ua y alejarse hasta 2,113 ua. Tiene una inclinación orbital de 18,62 grados y una excentricidad de 0,08157. Emplea 997,3 días en completar una órbita alrededor del Sol.
Nishiizumi pertenece al grupo asteroidal de Hungaria.

## Características físicas
La magnitud absoluta de Nishiizumi es 13,9 y el periodo de rotación de 3,289 horas.